# Glyphodes crameralis
Glyphodes crameralis là một loài bướm đêm trong họ Crambidae.